# Mickey and the Bear
Pour plus de détails, voir Fiche technique et Distribution.
Mickey and the Bear est un film dramatique américain réalisé par Annabelle Attanasio et sorti en 2020. Le film révèle en France l'actrice Camila Morrone. 

## Synopsis
Depuis le décès de sa mère, Mickey, 18 ans, vit seule avec son père Hank, un vétéran devenu accro aux opiacés...

## Fiche technique
- Titre original : Mickey and the Bear
- Réalisation : Annabelle Attanasio
- Scénario : Annabelle Attanasio
- Musique : Brian McOmber et Angel Deradoorian
- Photographie : Conor A. Murphy
- Montage : Henry Hayes
- Sociétés de production : Bad Chemicals
- Société de distribution : Wayna Pitch
- Pays :  États-Unis
- Langue originale : anglais américain
- Format : couleur
- Genre : Drame
- Durée : 89 minutes
- Dates de sortie :
  - France : 
    - 12 février 2020 (en salles)

## Acteurs principaux
- Camila Morrone [4]: Mickey Peck
- James Badge Dale : Hank
- Calvin Demba : Wyatt Hugues
- Ben Rosenfield : Aron Church
- Rebecca Henderson : Leslee Watkins